# 穹翠鳳蝶
穹翠鳳蝶（學名：Papilio dialis）也稱臺灣烏鴉鳳蝶、南亞翠鳳蝶，是鳳蝶屬中的一種蝴蝶。

## 描述
中型鳳蝶，軀體黑褐色並覆有綠色亮鱗。後翅M3脈末端具明顯葉狀尾突。翅膀背面黑褐色，佈滿亮鱗，後翅前側呈藍色，其餘為綠色，尾突幾乎全覆亮鱗。翅膀腹面為褐色，前翅外側有灰白色斑帶，後翅自基部沿內緣有綠色與黃褐色鱗片，外緣則有一列橙紅色弦月紋。雄蝶前翅後側具一片明顯的褐色絨毛性標。

## 分布
本種分布於中國華南、華東、華西、中南半島北部。台灣地區分布於本島中低海拔地區。

## 生態習性
本種幼蟲以芸香科植物，如賊仔樹、食茱萸、吳茱萸為食，一年多世代，以蛹態越冬。喜訪花，雄蝶也會至濕地吸水。

## 資料來源
1. ↑  徐堉峰, 黃嘉龍, 梁家源. . 農業部林業及自然保育署. ISBN 9789860551570.
2. ↑  徐堉峰. . 台中市: 晨星出版社. 2013. ISBN 978-986-177-669-9.

## 外部連結
- 维基共享资源上的相關多媒體資源：穹翠鳳蝶